# بنگ-گوجی
بُنگ-گوجی (انگلیسی: Beonggeoji، هانگول: 벙거지) کلاهی کره ای است که توسط افسران پایین رتبه ارتش چوسان و مستخدمین طبقه یانگبان [اشراف] استفاده می‌شد. به آن جئون-لیب یا بیونگ-لیب نیز گفته می‌شود. استفاده از آن در مناطق شمال غربی کره آغاز شد سپس استفاده از آن پس از وقوع جنگ ایمجین (۱۵۹۸–۱۵۹۲) و حمله دوم منچوها به کره (۱۶۳۶) در سرتاسر این کشور گسترش یافت.

## نگارخانه

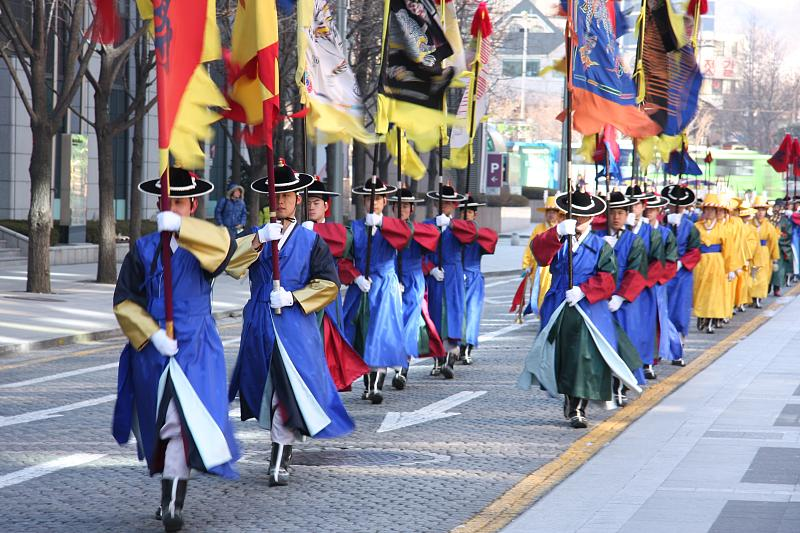
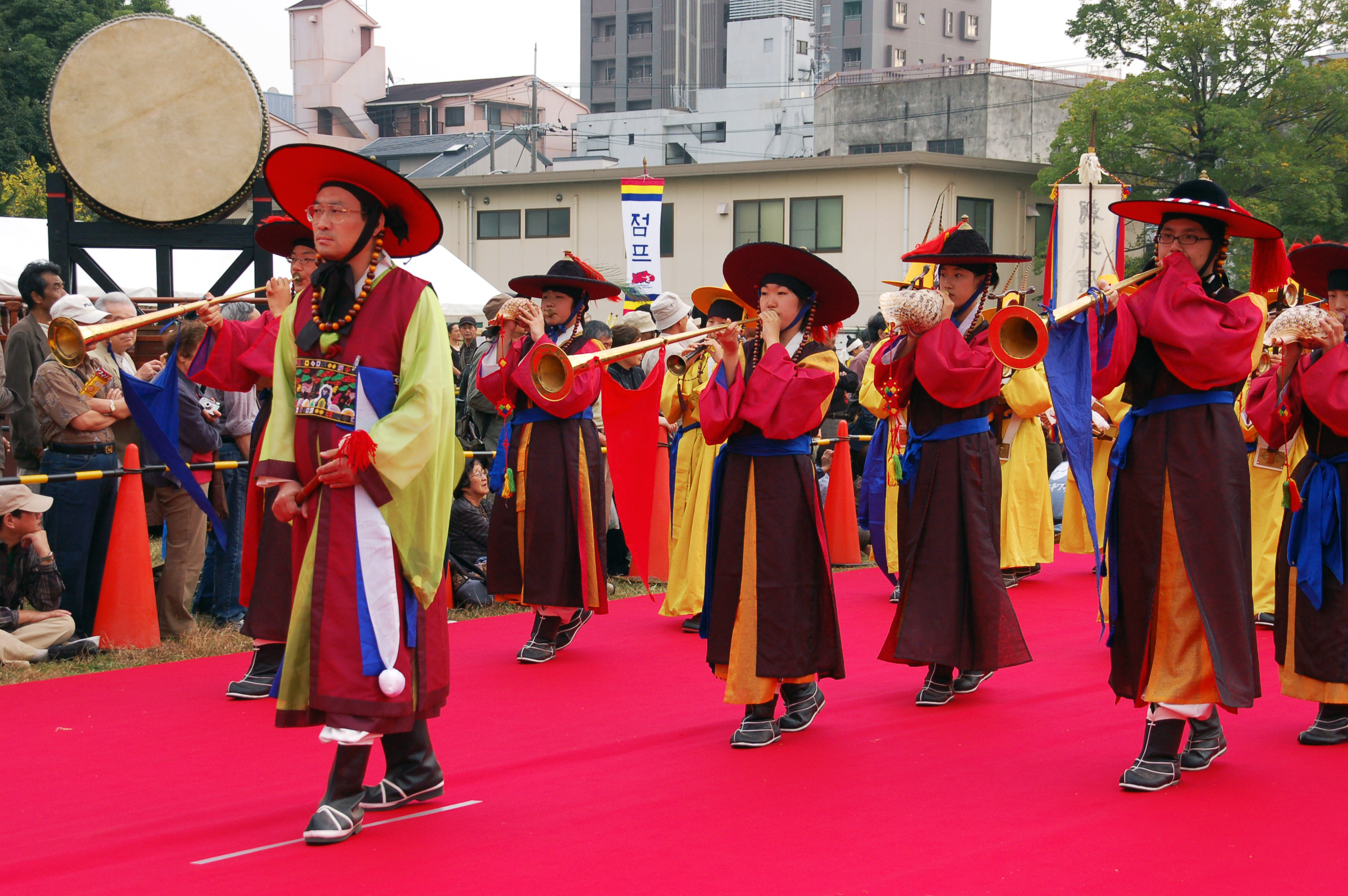
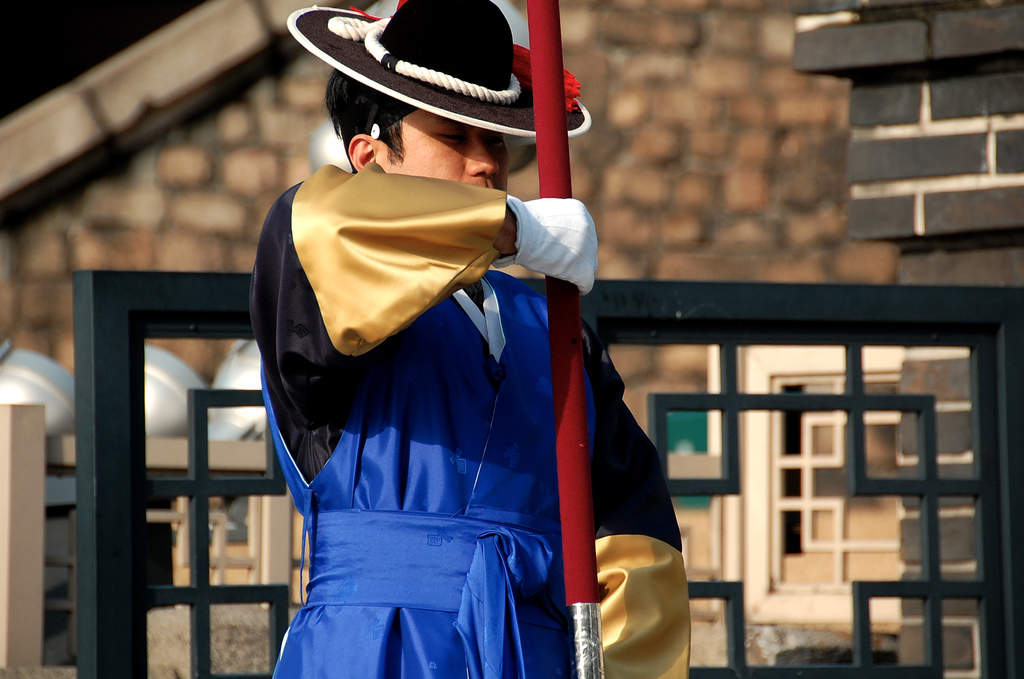